# Arthur Korn (Architekt)

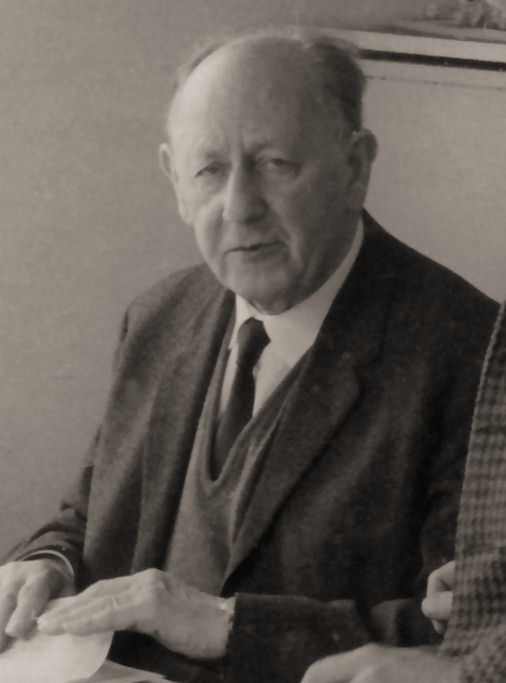
Arthur Korn, 1964

Arthur Korn (* 4. Juni 1891 in Breslau; † 14. November 1978 in Wien) war ein deutscher Architekt, Stadtplaner und Autor. Zusammen mit seinem Büropartner, dem Bauingenieur Siegfried Weitzmann, zählte er in den 1920er Jahren zu den Vertretern des Neuen Bauens.

## Leben
Arthur Korn studierte 1909 und 1911 unter Bruno Paul an der Unterrichtsanstalt des Kunstgewerbemuseums Berlin. 1922 machte er sich gemeinsam mit dem Bauingenieur Siegfried Weitzmann in Berlin selbständig. Diese erfolgreiche Zusammenarbeit zwischen Architekt und Bauingenieur dauerte an bis zu Korns Emigration. Seit 1922 war Korn Sekretär der Künstlervereinigung Novembergruppe, seit 1924 Mitglied in der Architektenvereinigung „Der Ring“ und seit 1928 im CIAM.
Da er Jude war, musste Korn 1935 vor den Nationalsozialisten nach Jugoslawien fliehen, zwei Jahre später nach London. Dort wurde er Mitglied der Modern Architectural Research Group (MARS-Gruppe). Er widmete sich nun ausschließlich der Stadtplanung und lehrte von 1945 bis 1965 an der Architectural Association School.

## Werk

### Architektur
Eines der wichtigsten Bauwerke Arthur Korns wurde für ein städtplanerisches Umfeld entworfen, in dem das Spannungsfeld von traditionsbewusster und zeitgenössisch-moderner Architektur besonders deutlich wurde: es handelt sich um die um 1910 erfolgte Erweiterung des Berliner Siedlungsgebietes Villenkolonie Westend nach Südwesten. Anhand dieses Beispiels lässt sich sehr gut der ästhetische, soziale und kulturelle Paradigmenwechsel ablesen, der nach dem Ende des Kaiserreichs auch die Architektur beeinflusste und in Konkurrenz stand zum tradierten Architekturverständnis.

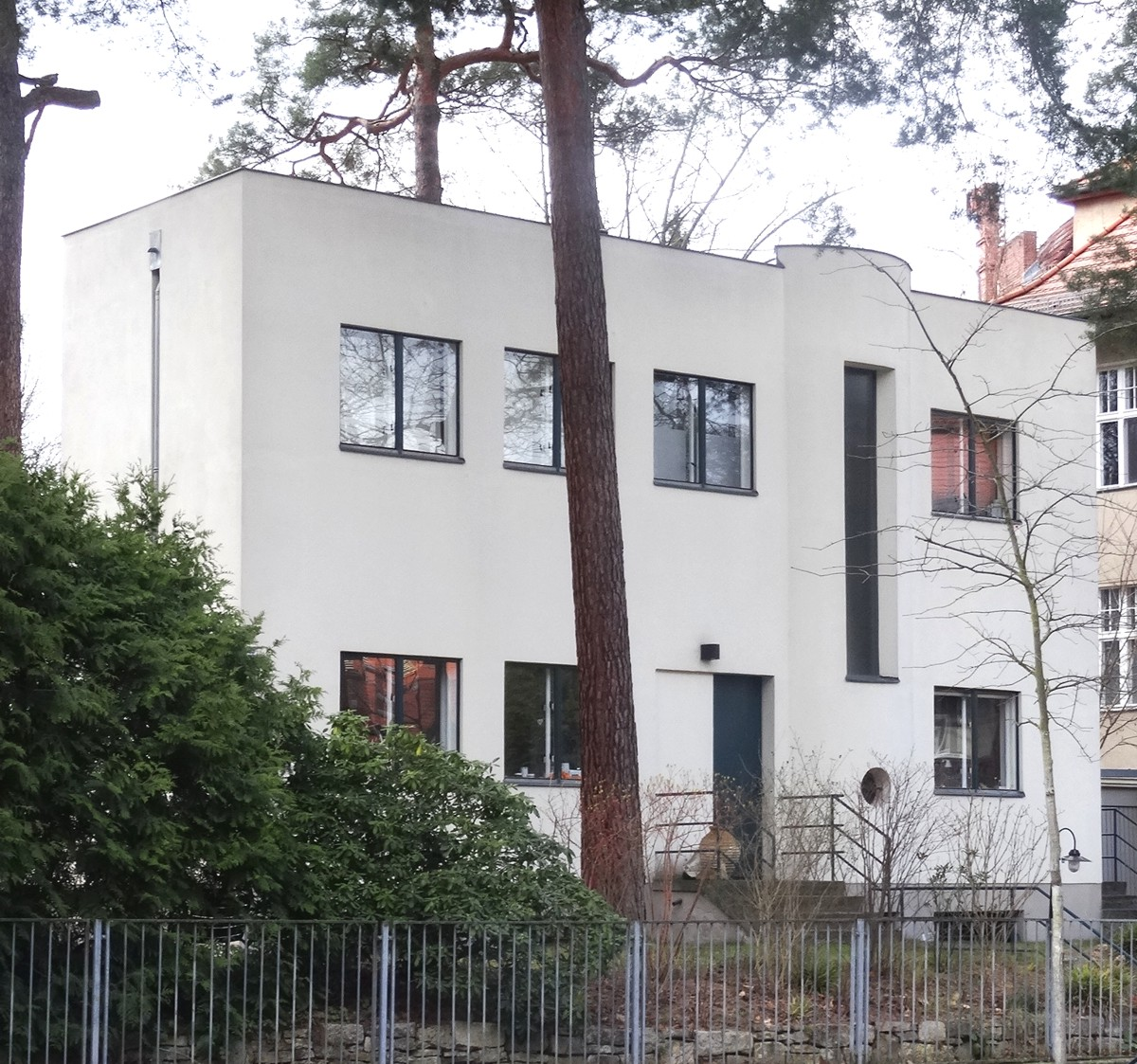
Arthur Korn, Haus Dr. Abraham, Zustand 2015

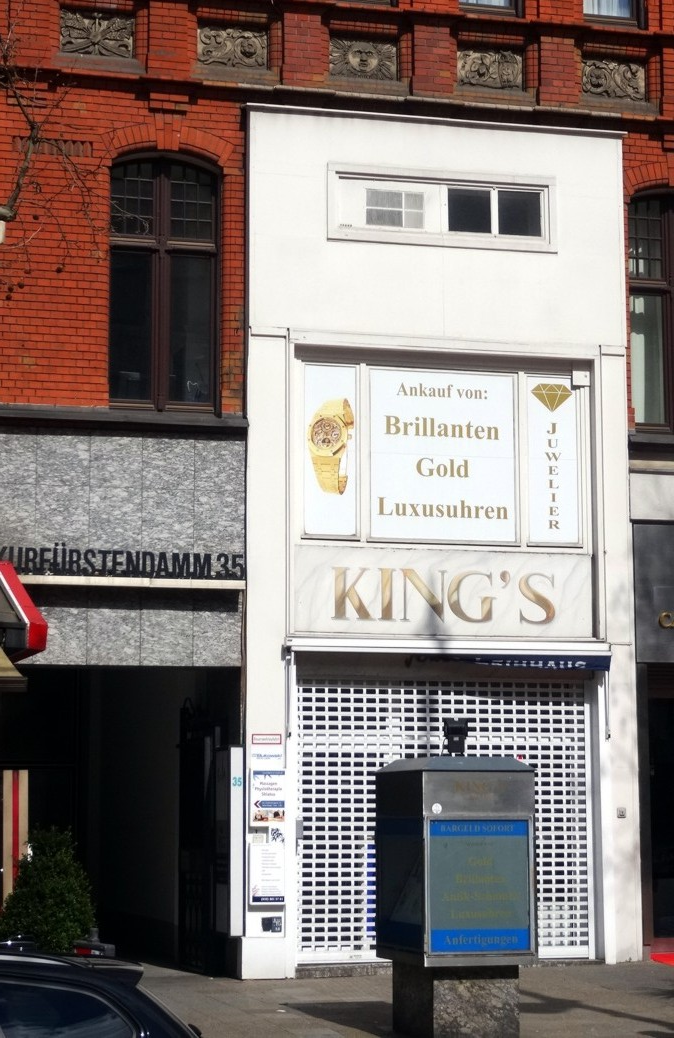
Arthur Korn, Drogerie Kopp & Joseph, Zustand 2015

Das Neubaugebiet, heute Neu-Westend genannt, wurde im Zuge der Konzeption und dem Bau der Heerstraße um 1910 angelegt. Die für dieses Areal vorgesehene Aufteilung in große Parzellen mit villenartiger Bebauung begann zeitgleich, und eines der ersten Häuser war das Haus Warnholtz von Ludwig Mies van der Rohe, 1914/1915 auf einem 10 000 m² großen Grundstück erbaut. Wie alle Häuser dort wurde es im konservativen zeittypischen Berliner Stil in der Nachfolge des Schinkelschen Klassizismus gebaut: Kaiser Wilhelm II. persönlich ließ sich die Baupläne zur Freigabe vorlegen, da sich diese Bauten an einer wichtigen repräsentativen neuen Hauptachse der Berliner Stadtplanung befanden.
In den Jahren nach 1920 kamen Bauten der Avantgardearchitektur – eben wie die Villen Benda, Goldstein und Wasservogel von Arthur Korn – hinzu. Der Wandel der großbürgerlichen Wohnkultur ließ sich ab Mitte der 1920er Jahre auf diesem beschränkten Areal studieren, so dass sich der Diskurs zwischen konservativen und die Moderne fördernden Architekturinteressierten anhand der hier vorhandenen Bauten entzünden konnte. Arthur Korns Bauten wurde dementsprechend sowohl positiv als auch negativ besprochen. Interessant ist, dass nicht nur eine ästhetische Debatte geführt wurde, sondern dass vielmehr auch die pragmatischen Aspekte des Neuen Bauens zum Thema wurden. So wurde schon 1926 – wenige Jahre nach der Fertigstellung des Hauses – an Arthur Korns Haus Benda exemplarisch erläutert, dass eine adäquate bauliche Qualität mit der neuen Flachdach- und Betonästhetik nicht zu erreichen ist: Die deutlich erkennbaren Feuchtigkeitsschäden wurden instrumentalisiert, um der formalästhetischen Kritik zum Beispiel aus dem Lager der Heimatschutzstil-Befürworter und -Architekten ein weiteres Argument an die Seite zu stellen. Das noch existierende Haus Dr. Abraham in Berlin-Zehlendorf, ebenfalls ein Flachdachbau, steht auch heute noch in einer architektonischen Umgebung, die die damalige Innovationskraft der Architektur Arthur Korns erkennen lässt.
Arthur Korn führte bis 1932 in und um Berlin verschiedene Wohn- und Nutzbauten aus, an denen sich sein architektonischer Stil gut erkennen lässt. Seine damals außerordentlich neuartige und moderne, den Bau souverän in spannungsvoll kontrastierende klar definierte und dekorlose Volumina gliedernde Architektur beeindruckt noch heute. So weist die großzügig dimensionierte Villa Goldstein in der Arysallee 2 im Berliner Westend von 1924 eine bemerkenswert moderne Architektur auf. Darüber hinaus zeigt dieses Gebäude, aber besonders das Badehaus im Garten eine konstruktive Formensprache, die nicht nur der damaligen Zeit spektakulär neuartig erschienen sein musste: Die Symmetrie im Zusammenklang mit der klar stilisierten Formensprache erinnert an archaische Tempelbauten wie die der Indios, deren Umformung zum Beispiel auch zeitgleich in Frank Lloyd Wrights Storer House wiederzufinden ist. Die betont künstlerische und nonkonformistische Formfindung weist auf Richard Neutras oder Louis I. Kahns Projekte voraus, und der utopische Konstruktivismus der russischen Avantgardearchitektur (El Lissitzky) klingt in diesem Nebengebäude ebenfalls an. Die die Architekturelemente verbindende Garten- und Brunnenanlage plante er zusammen mit dem primär als Bildhauer bekannten Rudolf Belling – der für die künstlerische Ausgestaltung des Brunnens zuständig war – und Richard Neutra, der die Gartenanlage entwarf.
Seine Nutzbauten wie die Gummiwarenfabrik Julius Fromm in Berlin-Köpenick und die Schuhfabrik Hermann Guiard & Co. in Burg bei Magdeburg zeichnen sich durch eine klar gegliederte Funktionalität aus, deren wohlausgewogene Proportionen und funktionalistischer Materialeinsatz die moderne Zweckmäßigkeit dieser Bauten betonen.
Schließlich widmete er sich auch innenarchitektonischen Aufgaben wie der Ausstattung des Reisebüros der Intourist GmbH, gelegen Unter den Linden in Berlin, und – hier fließen Innenarchitektur und eine den Bestand überformende Außenarchitektur ineinander – der aufsehenerregend eleganten Neugestaltung der Drogerie Kopp & Joseph am Kurfürstendamm in Berlin. Die von ihm am Altbestand realisierte Fassadengestaltung existiert in überarbeiteter Form noch heute, die Innenausstattung ist verloren. Durch die Veränderungen ist die wohlproportionierte Eleganz und Modernität der Fassade leider nur noch zu erahnen. So befand sich zum Beispiel im Türbereich außen eine Glasvitrine, die – wenn die Drogerie geöffnet war – aus der Türvertiefung und der Fassadenachse herausgerollt wurde und nun quer zu den vorbeiströmenden Passanten stand: dieser funktionale Clou diente sowohl der unübersehbaren Präsentation der Ware als auch als Signal für die Modernität des bedeutenden Berliner Drogerieunternehmens Kopp & Joseph.

### Architekturtheorie
In seinem 1923 in der in Potsdam erscheinenden Avantgarde-Kunstzeitschrift Das Kunstblatt veröffentlichten Aufsatz Analytische und utopische Architektur finden sich Abbildungen einiger seiner Projekte. Arthur Korn schrieb dort dazu: „Architektur, sinnvoll wie die Maschine, wie der Untergrundbahnzug – die Luftkabine, die Karosserie. unauffällig kollektiv.“ Vorschnell interpretiert klingt hier Le Corbusiers oft verkürzt interpretierter Terminus der Wohnmaschine an. Korn jedoch gibt der idealen Architektur einen ambivalenten Charakter, indem er gleich im folgenden Absatz erklärt: „Aber man kann im unpersönlichen Sachhaus nur leben, wenn hinter dem befriedigten Bedürfnis die symbolische Kunstform steht, die den Organismus fühlt und fragt: auf welchen Stützpunkten (…) steht der Bau. Wie sitzen die Lichtflächen darin (…). Wie steht der Bau zur nahen und weiten Umgebung, zur Luft.(…) Wie erhält das Ganze Bedeutung zum Kleinsten und wie wird das Ganze eine Zelle der größeren Gemeinschaft. Wie wächst das Ganze zum landschaftlichen und menschlichen Symbol heraus. Ungenügend ist die gesichtslose Lösung. Die amerikanisch-geradlinig rationelle Stadt ist tödlich.“ Denn „analytischer Aufbau aus den letzten Geheimnissen der Materie, der Konstruktion, der Zellenorganisation und des Verkehrs ist unerläßliche Voraussetzung. Er ist der Grundstock, nicht weniger – und nicht mehr. Dann aber ist es Sache der Kunst, das Gesamtwerk völlig ursprünglich, als wäre es eben zur Welt gekommen, zu erschaffen.“ Für ihn ist ein „Geheimnis“ der guten Architektur, dass sich die „messerscharfe analytische Konstruktion und die im Reich des Unbewußten geborene Utopie in einem Punkt schneiden, gleichsam als wiederholte der unbewußte Genius in uns auf einer höheren, uns unbekannten Stufe den Schaffensprozeß noch einmal zum gleichen Ende.“
Ein weiterer wichtiger architekturtheoritischer Beitrag Arthur Korns ist seine Schrift Glas im Bau und als Gebrauchsgegenstand: hier erläutert er anhand vieler zeitgenössischer Bauten der 20er Jahre die Bedeutung des Glases für die eine bestimmte Richtung der modernen Architektur, als deren Vertreter er sich sah. Die „Neue Sachlichkeit“ sei, so Korn, auch durch den bewussten Einsatz von Glas eine Art von Architektur, die der Alltagsarchitektur eine Möglichkeit gibt, zugleich schön, wahrhaftig und vielgestaltig einsetzbar zu sein.

### Rezeption im Dritten Reich
Der sich dogmatisierend verstärkende Konservativismus in der Architektur im Dritten Reich führte dazu, dass die Bauten der architektonischen Moderne nicht mehr dem Zeitgeist entsprachen und dementsprechend keine Wertschätzung mehr erfuhren. Exemplarisch sei hier die ehemalige Villa Goldstein genannt, die schon zwei Jahre nach der Fertigstellung verkauft und zum Haus der deutschen Turnerschaft umgewidmet wurde: Bei dem Ausbau des angrenzenden Olympia-Geländes wurde ein neues Haus der deutschen Turnerschaft errichtet. Integriert in das Deutsche Sportforum befand sich nun unweit der Villa Goldstein ein nach den Vorstellungen der nationalsozialistischen Architekturästhetik errichteter Gegenentwurf. Die Verwirklichung der stark diskutierten Bauten des Neuen Bauens im Stile eines Arthur Korn und der Bauhaus-Schule war nunmehr bis zum Ende des Zweiten Weltkriegs undenkbar – erst in den Nachkriegsjahren konnten Berlin und Deutschland wieder an die Architekturmoderne anschließen.

### Bewertung
Das Œuvre Arthur Korns, das nach eigenem Bekenntnis die „analytische Konstruktion“, den „Maschinenmenschen“ und das „Symbol und Feuerzeichen in uns“, das „Anarchisch-Künstlerische“ in Einklang bringen sollte, hat nur zum Teil die ästhetischen Dogmen des Nationalsozialismus, die Jahre des Zweiten Weltkriegs und die Entwicklung des architektonischen Geschmacks im Verlauf des 20. Jahrhunderts überlebt. Dennoch muss sein Werk sicherlich zu den wichtigen frühen Indikatoren und Impulsgebern der Anfang der 1920er Jahre entstandenen internationalen Architekturmoderne gezählt werden.

### Bauten (Auswahl)
- 1922–1924: Villa Goldstein, seit 1926 „Haus der Deutschen Turnerschaft“, in Berlin-Westend, Arysallee 2 (kriegsbeschädigt, um 1957 abgerissen)
- 1923: Wohnhaus Krüger in Berlin-Westend
- 1924: Wohnhaus Benda in Berlin-Westend
- 1924: Fabrikgebäude der Schuhfabrik Hermann Guiard & Co. in Burg bei Magdeburg, Blumenthaler Landstraße[14]
- 1924: Wohnhaus für Dr. Krojanker in Burg bei Magdeburg, Straße der Einheit
- 1924: Wohnhaus für Fritz Wasservogel in Berlin-Westend, Länderallee / Bayernallee (um 1970 abgerissen)
- 1925: Innenausstattung und Fassadengestaltung des Foto-Optik-Geschäfts Fromm & Co. in Berlin, Memhardstraße 4 (kriegszerstört)[15]
- 1926: Umbau des Geschäftshauses der Berliner Wach- und Schließgesellschaft in Berlin
- 1927–1928: Wohnhaus für Dr. med. Martin Abraham in Berlin-Zehlendorf, Beerenstraße
- 1928: Innenausstattung und Fassadengestaltung des Ladenlokals Kopp & Joseph in Berlin, Kurfürstendamm 35
- 1929–1930: Innenausstattung des Intourist Reisebüros (Intourist GmbH) in Berlin, Unter den Linden 62–68
- 1930–1931: Neubauten der Gummiwarenfabrik Julius Fromm in Berlin-Köpenick, Friedrichshagener Straße (kriegszerstört)[16]

### Schriften (Auswahl)
- Analytische und utopische Architektur. In: Das Kunstblatt, Jahrgang 1923, Heft 11/12.
- Neuzeitige Straßenreklame. In: Die Form, 1926, Heft 12.
- Metall und Glas. In: Metallwirtschaft, 1928, Heft 29.
- Glas im Bau und als Gebrauchsgegenstand., Ernst Pollak-Verlag, Berlin-Charlottenburg, 1929.